# Prosopocera bivittata
Prosopocera bivittata es una especie de escarabajo longicornio del género Prosopocera, categorizada en la tribu Prosopocerini, de la subfamilia Lamiinae. Fue descrita por Aurivillius en 1913.

## Descripción
Mide 18-20 mm de longitud.

## Distribución
Se distribuye por República Democrática del Congo.